# 大湊徳枩
大湊 徳枩（おおみなと とくまつ、1876年1月3日 - 1937年1月9日）は、現在の和歌山県御坊市出身で小野川部屋(大坂相撲）、出羽海部屋に所属した元力士。本名は芝松次朗（旧姓阪本）。170cm、90kg。最高位は西前頭3枚目。

## 経歴
大坂相撲に属したが常陸山谷右エ門に憧れ東上し、1905年1月幕内格付出で初土俵入幕。1907年5月場所2日目には横綱・大砲万右エ門と引き分けた。1911年6月に廃業後は、電気器具の貸し出し業を営んだ。

## 成績
- 幕内14場所37勝48敗24休31分預

## 改名
浦勇→大湊